# Siganus stellatus
Il pesce coniglio stellato (Siganus stellatus (Forsskål, 1775) è un pesce osseo d'acqua salata della famiglia Siganidae.

## Descrizione
Questa specie ha corpo ovale, compresso lateralmente, e bocca piccola, sporgente. La pinna dorsale è unica e piuttosto lunga, leggermente più elevata nella parte posteriore; presenta 13 raggi spiniformi. La pinna anale è simile ma lunga circa la metà. La pinna caudale è biloba, molto ampia e profondamente forcuta. La livrea dell'adulto è grigio bluastra spesso con riflessi giallastri completamente coperta da punti neri che si interrompono solo sulla nuca dove è presente una macchia poco distinta di colore giallo verdastro e sulla pinna caudale, che è giallo vivo almeno sui bordi ma spesso quasi completamente. Spesso anche la parte posteriore delle pinne dorsale e anale è gialla.
Raggiunge i 40 cm di lunghezza ma la taglia comune è di circa 35 cm.

## Biologia
Gli adulti vivono in coppie, i giovanili in banchi. Come in tutti i Siganus sui raggi spinosi delle pinne sono presenti ghiandole che secernono una sostanza mucosa in grado di causare acuto dolore al solo contatto. In questa specie però le spine sono poco pungenti, se non nei giovanili.

### Alimentazione
Si nutre di alghe bentoniche filamentose e, secondariamente, di zooplancton.

### Riproduzione
Si riproduce tutto l'anno con un massimo in estate.

## Distribuzione e habitat
La specie è endemica del mar Rosso. Nell'oceano Indiano è sostituito dall'affine Siganus lacqueus, talvolta considerato una sottospecie di S. stellatus.
Vive sia nelle lagune degli atolli che lungo le pareti esterne delle barriere coralline, specialmente in aree ricche di alghe. I giovanili penetrano negli estuari ricchi di vegetazione algale. 
Il range batimetrico in cui si può incontrare va da 1 a 30 metri.

## Pesca
Viene catturato occasionalmente per il consumo.

## Acquariofilia
È presente sul mercato acquariofilo.

## Conservazione
La Lista rossa IUCN classifica questa specie come "a rischio minimo" e non sono note particolari minacce.